# Protonotario apostólico

Escudo de armas genérico de un protonotario apostólico.

En la Iglesia católica, protonotario apostólico (latín: protonotarius apostolicus) es el título entregado al miembro del más alto colegio no episcopal de prelados en la Curia Romana, o fuera de Roma, a un prelado honorario a quien el papa ha conferido este título y sus privilegios especiales. 

## Historia
En el pasado, había en Roma siete notarios regionales, quienes, con el desarrollo de la administración papal y conjuntamente con el creciente incremento de notarios, permanecieron como los notarios supremos del palacio de la cancillería papal (notarii apostolici o protonotarii). En la Edad Media, los protonotarios eran altos oficiales papales, y eran ascendidos de este cargo directamente hacia el Colegio cardenalicio. Originalmente eran siete los miembros, no obstante, el papa Sixto V (1585-90) aumentó el número a doce. Su importancia gradualmente disminuyó, y durante la Revolución francesa este organismo casi desaparece por completo. El 8 de febrero de 1838, el papa Gregorio XVI restableció el colegio real de protonotarios con siete miembros llamados (latín: protonotarii de numero participantium) “protonotarios numerarios", debido a que compartían los ingresos, como los oficiales de la Cancillería.
A partir del siglo XVI los papas designaban los protonotario honorarios, quienes disfrutaban de los mismos privilegios de los siete miembros reales del colegio; y los protonotarios titulares, quienes mantenían un cargo correspondiente en la administración del ordinariato episcopal o en el capítulo del colegiado. Con el motu proprio (Inter multíplices) del 21 de febrero de 1905 el papa Pío X, definió el cargo de protonotarios: privilegios, vestimenta, e insignia a los miembros de cuatro clases:
- Los protonotarii apostolici de numero participantium (protonotarios numerarios): fueron los miembros ‘dentro de los numerarios’ del colegio de prelados, quienes ejercieron su cargo en conexión con los actos de consistorios y canonizaciones, conservando un representante en la Congregación de Propaganda, y de acuerdo con la reorganización de la curia por la constitución “Sapienti consilio” del 29 de junio de 1908, firmaban las bulas papales en vez de los Abreviadores. Estos disfrutaban del uso de pontificales y numerosos privilegios, y además, después de examinar los candidatos, nombraban un número fijo de doctores de teología y derecho canónico.

- Los protonotarii apostolici supranumerarii (protonotario apostólico supernumerario): que fue definida como una dignidad que sólo era concedida a los canónigos patriarcales de las cuatro basílicas mayores de Roma (Basílica de San Pedro del Vaticano, Basílica de San Pablo Extramuros, Basílica de Santa María la Mayor y la Archibasílica de San Juan de Letrán) y a miembros de otros capítulos de catedrales fuera de Roma, a quienes se había entregado este privilegio.

- Los protonotarii apostolici ad instar (participantium): quienes eran elegidos por el papa y poseían la misma insignia externa de los protonotarios reales.

- Los protonotarii titulares seu honorarii: quienes se encontraban fuera de Roma y que recibían esta dignidad de los Nuncio Apostólicos o como un privilegio especial.

- Los Capellanes Conventuales Profesos de la 1ª Clase de la Soberana Orden de Malta, SMOM.

## Práctica presente

Hábito coral de los Protonotarios apostólicos numerarios

Hábito coral de los Protonotarios apostólicos supernumerarios

Desde 1969 (siguiendo la publicación de los dos motu proprios de Pablo VI, Pontificalis Domus el 28 de marzo de 1968 y Pontificalia Insignia del 21 de junio de 1968) estas clases de protonotarios fueron reducidas a dos:
- Protonotarios apostólicos numerarios: quienes continúan trabajando para el Colegio de Protonotarios y aún ejercen ciertas labores concernientes a los documentos papales; tienen el tratamiento de Reverendísimo Monseñor, y su hábito coral está compuesto de sotana y fajín morados, roquete, mantelete morado y bonete negro con borla carmesí. El hábito prelaticio que les corresponde es la sotana negra con botones, ojales y ribete carmesí, y el fajín morado, pudiendo usar en ocasiones solemnes de naturaleza no litúrgica el ferraiolo morado.

- Protonotarios apostólicos supernumerarios: Es un título conferido a los sacerdotes por el Papa; sin embargo, es puramente honorario y no supone ningún deber con la Curia. Generalmente, es el tipo de protonotario que se encuentra fuera de Roma, y es considerado con el más alto grado de Monseñor, y el cual se encuentra en la mayoría de diócesis. Los sacerdotes que han sido honrados con este título gozan del tratamiento de Reverendo Monseñor así como del acrónimo P.A. después de sus nombres donde sea costumbre. Su hábito prelaticio es la sotana negra con botones, ojales y ribete carmesí con fajín morado, pudiendo usar el ferraiolo morado en ocasiones solemnes no litúrgicas. En coro llevan sobrepelliz sobre la sotana y fajín morados, y se cubren con el bonete negro con borla negra.

Antes de 1969, todos los protonotarios tenían permitido un uso limitado de pontificales (mitra, guantes pontificales, cruz pectoral, dalmática y tunicela pontificales y calzado litúrgico). Sin embargo este privilegio ha sido suprimido.